# Platysenta subornata
Platysenta subornata är en fjärilsart som beskrevs av Walker 1865. Platysenta subornata ingår i släktet Platysenta och familjen nattflyn. Inga underarter finns listade i Catalogue of Life.